# بين مون
بين مون (بالإنجليزية: Ben Moon)‏ هو متسلق صخور ‏ بريطاني، ولد في 13 يونيو 1966 في لندن في المملكة المتحدة.

## وصلات خارجية
- الموقع الرسمي
- بين مون على موقع الاتحاد الدولي لرياضة التسلق (الإنجليزية)
- بين مون على موقع IMDb (الإنجليزية)